# Oirata jezik
Oirata jezik (ISO 639-3: oia; isto i maaro), transnovogvinejski jezik koji se danas klasificira matičnoj skupini fataluku-oirata, a donedavno se vodio kao jedini predstavnik istoimene podskupine oirata, nekadašnje šire timorsko alorsko-pantarske skupine. Govori ga oko 1 220 ljudi (1987 SIL) uglavnom na Molucima, u dva sela na otoku Kisar.
Nekoliko stotina ljudi govori ga i u gradu Ambon.

## Vanjske poveznice
- Ethnologue (14th)
- Ethnologue (15th)